# Новая Уфа (Челябинская область)
Новая Уфа — упразднённый в 1944 году посёлок в Нязепетровском районе Челябинской области России. Вошёл в черту города Нязепетровск.

## География
Отделён от Нязепетровска рекой Уфа.

## История
В 1944 году Нязепетровск получил статус города, и к нему Указом Президиума Верховного Совета РСФСР от 27.06.1944 г. был присоединён посёлок Новая Уфа.

## Инфраструктура
В 2011 году между Нязепетровском и Новой Уфой был возведён мост.

## Достопримечательности
В посёлке есть целебный источник.